# Garota Esquilo
Garota Esquilo (Squirrel Girl, no original) é o codinome de Doreen Green, uma superheroína ficcional no Universo Marvel. Apareceu primeiramente em Marvel Super-Heroes Special #8 (Janeiro de 1992), em uma história elaborada por Steve Ditko e Will Murray. Sua habilidade de controlar esquilos é surpreendentemente poderosa, e permitiu que derrotasse alguns dos principais supervilões do Universo Marvel. Foi membro dos Campeões Centrais e depois trabalhou como babá de Danielle Cage, filha de Luke Cage e Jessica Jones dos Novos Vingadores. Mais tarde, em seu título solo, se mudou para Nova York para cursar a universidade enquanto lutava contra o crime.

## Início
A mutante Doreen Green descobriu aos dez anos que podia se comunicar os esquilos, , como sua origem e quando seus poderes se manifestaram. Junto com o seu esquilo de estimação Monkey Joe, começou sua carreira de heroína aos 14 anos tentando ser parceira do Homem de Ferro. Depois de ter sido polidamente rejeitada pelo herói, ambos são capturados por Dr. Destino. No entanto o vilão se tornaria o primeiro de muitos derrotados por ela depois de subestimar seus poderes.
Em algum momento de seu passado, Garota Esquilo conheceu o Coisa enquanto ele lutava contra o Bifera, o vilão foi derrubado com a “ajuda” da Garota Esquilo e do lixo mais fedorento do Central Park.

## Vingadores Centrais
Se une aos Vingadores Centrais, grupo que defende a região dos Grandes Lagos formado por Sr. Imortal, Chapa, Porta e Big Berta. Depois de salvá-los de assaltantes, testemunha a morte de Grasshopper e derrota Maelstrom. Vários de seus esquilos, incluindo Monkey Joe, Slippy Pete,  Sr.Freckle, e Nutso, foram mortos por um membro rejeitado pelo time, Leather Boy vestido de Dr. Destino, mas logo ela adota outro esquilo de estimação, Tippy Toe. 
Durante sua estadia da equipe, Garota Esquilo derrotou Thanos, Terrax, e M.O.D.O.K e foi-lhe oferecido um cargo na S.H.I.E.L.D por ser capaz de derrotar tantos vilões poderosos mas ela recusou.
Ela foi um dos poucos mutantes que se mantiveram com poder após o Dia M.
Teve um relacionamento profundo com Speedball na época chamado de Suplício, gostava tanto dele que chegou a tentar faze-lo voltar a ser a pessoa que era antes, foi capaz de usar uma maquina do tempo que pertencia ao Dr. Destino para ir ao passado e impedir que ele mudasse mas acaba indo para o futuro acidentalmente. Depois de um encontro com Speedball e Sr. Imortal alternativos ela decide que tem coisas a fazer em seu tempo, principalmente chutar Deadpool para fora do time.

## Campeões Centrais
Durante a Guerra Civil, Deadpool caçou os integrantes da equipe, agora renomeada de Campeões Centrais. Deadpool teve mais um de seus momentos de loucura e decide caçar heróis que não se registraram, ele oferece alguma resistência ao time mas quando a Garota Esquilo aparece, o derrota rapidamente. Após derrotar Fing Fang Foom, enquanto os outros integrantes da equipe estavam na base jogando cartas, ela revelou para os repórteres que estava saindo da equipe, ela pensou que estaria atrasando o time se continuasse por lá e que a primeira coisa que iria fazer seria visitar a Disneylandia para relaxar.

## Super-Babá
Doreen foi convidada para ser membro reserva dos Novos Vingadores e volta para Nova Iorque. Ela se sente muito bem de volta a sua cidade natal e visita o Central Park que era seu antigo refúgio.
Doreen estuda na Universidade de Nova Iorque e consegue um emprego de babá com o casal de heróis Jessica Jones e Luke Cage que estavam procurando alguém que cuidasse sua bebê,Danielle Cage, enquanto salvam o mundo. O casal entrevistou vários super-heróis mas a única que se encaixava no perfil que eles procuravam era a Garota Esquilo. 
Foi a primeira heroína a identificar um ataque nazista munido de tecnologia avançada em Nova Iorque, Dooren foi direto aos Vingadores para avisá-los e cuidar de Danielle enquanto salvam o mundo.
Danielle adquire temporariamente poderes  semelhantes aos do Homem-Aranha (assim como boa parte dos Nova Iorquinos) dando muito problema pra Dooren. Quando os Vingadores retornam para a mansão, a bebê está dormindo em seu berço enquanto a Garota Esquilo está presa ao teto em um casulo de teias.

## Poderes e Habilidades
- Comunicar-se com esquilos, podendo perfeitamente imitar sons de esquilo e controlar as ações dos esquilos. Habilidade com a qual já derrotou inimigos poderosíssimos, convocando grandes exércitos de esquilos para ajudá-la.
- Compartilha uma ligação estreita e, possivelmente empática com os esquilos Monkey Joe e Tippy Toe;
- Força, resistência, agilidade, velocidade e reflexos sobre-humanos;
- Olfato mais apurado que o normal;
- Garras retrateis nos dedos das mãos e nos dos pés que podem cortar madeira e ser usadas para escalar paredes;
- Dentes salientes que podem ser usados para mastigar madeira;
- Cauda semi-preênsil e espessa, que ela pode usar contra adversários ou envolver em torno de si mesma para se aquecer;
- Provável visão noturna, seus olhos brilham sob a luz fraca, a partir disso, imagina-se que ela possa ver no escuro.

## Em outras mídias

### Animação
- Garota Esquilo é uma das personagens principais de Marvel Rising: Secret Warriors, com a voz de Milana Vayntrub, e tem mais aparições  em outras animações da franquia.
- Em um episódio de Fantastic Four: World's Greatest Heroes, a Garota Esquilo (dublada por Rebecca Shoichet) é uma das candidatas para substituir o Coisa.
- Garota Esquilo aparece em Ultimate Spider-Man, dublada por Misty Lee.

### Jogos
- Garota Esquilo é personagem jogável em Marvel Super Hero Squad: Comic Combat,Marvel Super Hero Squad Online,Marvel Heroes,Marvel Future Fight, Marvel Puzzle Quest, Marvel Contest of Champions, Lego Marvel Super Heroes e Lego Marvel's Avengers.